# Централен балкански говор
Централният балкански говор или ловешко-троянско-габровският говор е най-значителният и най-разпространеният балкански говор, оказал силно влияние върху околните говори. Той лежи в основата на българския книжовен език.
Централният балкански говор обхваща териториите на Средна (Централна) Стара планина и Средна гора от Пирдопско и Тетевенско на изток до Еленско и Котелско. Той се простира от двете страни на Балкана и заема Ловешко, Троянско, Габровско, Севлиевско, Тревненско, Карловско и Казанлъшко. От областта на този говор има много преселници, известни под името „горненци“ или „балканджии“, отишли далеч на север чак до Свищовско и Никополско, където са изместили старото местно население „полянците“. Te ca заселили още почти напълно Търновско и Горнооряховско. Само в територията на Габровско и Троянско живее старо българско население, a в Ловешко до Освобождението е имало компактно турско население главно между реките Осъм и Росица.
В централния балкански говор по някои по-дребни, второстепенни отлики могат да се отделят няколко подговора, като ловешки, троянски и габровски. Троянският подговор се отличава със силно палаталния характер на съгласната си система и наличие на меки съгласни в края на думата: кон’, сол, учѝтел’, уфчèр’, кръф’, зет’, път’, мас’, кос’, уцèт’, изѝк’, сурàт’. Габровският подговор се отличава с членната форма при имената от женски род, окончаващи на съгласна: султъ̀т (солта), вичиртъ̀т, сутринтъ̀т, нуштъ̀т, ръдустъ̀т, кръфтъ̀т, свиштъ̀т и др.
Най-главната отличителна черта на централния балкански говор е полупрегласеният ятов изговор като ’а и е в зависимост от ударението и характера на следващата сричка (мл’àку, мликàр, млèчин, фл’àзух, флèзи). Пред ш, ж обикновено се изговаря е (свеш, нèшту, срèштъм; вèждъ, мрèжъ), но троянският подговор прави изключение със своите якави форми (н’àшто, ср’àштам, в’àжда, мр’àжа) – по тях той се приближава до тетевенския и пирдопския говор. В краесловие при наречията и съществителните вместо стб. ѣ се изговаря е (дубрè, къдè, ръцè), a при глаголите в минало свършено време ’а: умр’à, търп’à, a по тях и умр’àхме, умр’àхте, търп’àхме, търп’àхте с ’а пред мека сричка. В троянския и отчасти в габровския говор обаче глаголните окончания в минало свършено време се изговарят с е: умрè, изгорè, умрèхме, умрèхте. Разлики има и в изговора на глагола „нямам“ – в Ловешко и Казанлъшко е нàмъм, н’àмъ, a в Габровско, Тревненско и Троянско – н’èмъм, н’èмъ. В неударено положение е вместо стб. ѣ се редуцира в и или ’ъ: дитè, смихувè, л’ътà (лета), сл’ъпèц, св’ътъ̀т. Баща ви д.еа!

## Фонетични особености
В областта на фонетиката централният балкански говор има и следните особености:
- Редовен преглас на гласна a след мека съгласна и пред мека сричка в е: йак—йèк’и, йàсла—йèсли, Йàнка—Йèнке, жàба—жèби, шàпка—шèпк’и, чàша—чèши.
- Пълна редукция на широките гласни а, е, о в съответни тесни ъ, и, у в неударено положение: дар—дърувè, бъштà, мет—мидъ̀т, пѝли, зилèну. Неударено е пред сонорна съгласна минава в ’ъ: бòл’ън, глàд’ън, пèп’ъл, дèв’ър, дèнъм.
- Ерова гласна вместо стб. ѫ и ъ: мъш, дъп, гъ̀бъ, къ̀штъ; дъш, сън, дъскъ̀.
- Еровата гласна в съчетание с плавните р и л се изговаря пред тях или след тях в зависимост от броя на следващите съгласни, както това е в книжовния български език: върбъ̀—връбницъ̀, кълве—клъ̀внъ. В едносричните думи по-често се срещат ръ, лъ: пръф, кръф, влък. Характерни за Габровско и Тревненско са формите въртà, гърдѝнъ, стърнъ̀ вместо „врата“, „градина“, „страна“ – последица от изравняване по аналогия с групите ър, ръ между съгласни.
- В троянския и габровския подговор в краесловието х обикновено минава във ф: праф (прах), страф, т’аф, б’аф.
- В източната половина на централния балкански говор, т.е. в Габровско, Тревненско и Троянско, съгласните в глаголните окончания за 1 л. ед. ч. сег. време са меки (мòл’ъ, нòс’ъ, хòд’ъ, мòл’ът, нòс’ът, хòд’ът), a в западната половина, т.е. в Ловешко, Карловско и Калоферско, са твърди (нòсъ, хòдъ, мòлъ; нòсът, хòдът, мòлът).

В областта на морфологията централният балкански говор има следните характерни особености:
- Членната форма за мъжки род, единствено число е -ът (синъ̀т, кумъ̀т, в дулàпът, снòпът тижѝ – дигнѝ снòпът) с изключение на Тревненско, където тя е -ъ (кръкъ̀, синъ̀, нусъ̀). Членната форма за женски род единствено число под ударение е -тъ̀ (смъртъ̀, л’убуфтъ̀, ръдустъ̀); тя се е изравнила с окончанието -ъ при имената от женски род[ неясно? ].

- При роднинските и личните имена за мъжки род се различават две форми – едната за именителен падеж (без окончание), a другата за агломеративен падеж с окончание -а, което ясно се отделя от члена -ът или -ъ: рèкла на сѝна си, дàй на брàта си, дàй на Пèнча, н’àмъ гу òшти Дèчка.

- В някои от подговорите, като габровския, при роднинските имена от женски род на гласна -а се различават две форми – едната на -а за именителен падеж, a другата на -ъ за агломеративен падеж: жинà му си душлà – къжѝ на жинъ̀ си; систрà му съ ужèни – вид’àл систръ̀ си; Тòй ѝмъши дъштир’à и сè мъ̀книши на дъштир’ъ̀ си. Към тези имена по своето окончание е отнесено и съществителното име от мъжки род „башта“: бъштà му си доди – пувѝкъй бъштъ̀ си; Нъ бъштъ̀ ми бъштà му умр’à.